# Hyles mediofasciata
Hyles mediofasciata är en fjärilsart som beskrevs av Mayer. Hyles mediofasciata ingår i släktet Hyles och familjen svärmare. Inga underarter finns listade i Catalogue of Life.